# Олигозооспермия
Олигозооспермия (др.-греч. ολικός — «маленький», «малый», «небольшой» + σπέρμα — «семя» + ζοο — «животное») — необычно малое количество сперматозоидов в сперме; состояние, противоположное полизооспермии. Не следует путать с олигоспермией. 
Обычно определяется количеством сперматозоидов в сперме с помощью спермограммы.